# Графомания
Графомания (от гръцкото γραφε, писане и μανία, безумие, изстъпление) e болезнено влечение и пристрастяване към усилено и безплодно писане, към многословно и безполезно съчинителство. Графоманът се стреми към публикуване на своите произведения. Въпреки че нямат литературни способности, те се стремят (понякога успешно) да издадат своите художествени произведения, а графоманите, непритежаващи научни знания, се стремят към публикуване на своите псевдонаучни трактати. Графомански прояви понякога се наблюдават при наличие на психопатични и шизофренични състояния.
Терминът „графомания“ започва да се прилага от психиатрите след Ескирол и добива популярност в края на XIX век. Границите на неговата употреба остават твърде неясни, което позволява и реторическото му използване в израз на неодобрение, както това правят примерно Макс Нордау в теориите си за „изроденото изкуство“ или Милан Кундера в своята есеистика.